# Arthroleptis xenodactyloides
Arthroleptis xenodactyloides är en groddjursart som beskrevs av Hewitt 1933. Arthroleptis xenodactyloides ingår i släktet Arthroleptis och familjen Arthroleptidae. IUCN kategoriserar arten globalt som livskraftig. Inga underarter finns listade i Catalogue of Life.